# استاد اونرات
استاد اونرات (به آلمانی: Professor Unrat) رمان نوشته هاینریش مان است که در سال ۱۹۰۵ منتشر شد و او را به شهرت رساند. اونرات، به معنی زباله و پلیدی نیز هست. مان در این کتاب، استانداردهای دوگانه آموزشی دوره ویلهلم در آلمان را به نقد می‌کشد. از روی این کتاب، اقتباس‌های زیادی صورت گرفته از جمله، فرشته آبی (۱۹۳۰) اثر جوزف فون اشترنبرگ. این کتاب در ایران با نام فرشته آبی و با ترجمه محمود حدادی منتشر شده است.